# Army of Lovers (groupe)
Pour les articles homonymes, voir Army of Lovers.
Army of Lovers est un groupe suédois de dance-pop. La formation au style exubérant avec des costumes créés par Camilla Thulin, est principalement connue pour son titre Crucified en 1991. Certains des clips du groupe sont bannis de MTV et leurs chansons sont à l'origine de controverses relatives aux thèmes religieux et sexuels abordés.

## Histoire

### Première phase
Les membres fondateurs, qui avaient tous travaillé ensemble dans un groupe appelé Barbie, étaient Alexander Bard, Jean-Pierre Barda et Camilla Henemark (alias La Camilla). Le nom de « Army of Lovers » est une référence à un documentaire réalisé par Rosa von Praunheim inspiré du bataillon sacré. Army of Lovers a de nombreux succès dans le top 10 de l'Eurochart, le plus important étant Crucified, qui est l'un des singles européens les plus vendus en 1991. Leur album se vend à sept millions d'exemplaires dans le monde entier. Le groupe devient célèbre pour son apparence visuelle excentrique (nombre de ses costumes ont été créés par Camilla Thulin) et pour ses clips musicaux à grand spectacle réalisés par Fredrik Boklund.
Alors qu'Alexander Bard était le cerveau du groupe, Jean-Pierre Barda était le chanteur principal sur des succès tels que Crucified et Israelism. Bard et Barda sont les deux seuls membres du groupe à avoir été présents dans toutes les formations du groupe. La Camilla quitte le groupe en 1991 pour commencer une carrière solo et est remplacée par De la Cour. Dominika rejoint le groupe en 1992. En 1995, Michaela quitte à son tour le groupe. La Camilla revient alors dans la formation.

### Retours
Army of Lovers se reforme brièvement en 2001 pour célébrer le 10e anniversaire de sa percée en publiant une autre compilation best-of intitulée Le Grand Docu-Soap. La compilation contient trois reprises, dont Let the Sunshine In et Hands Up.
Deux membres de Army of Lovers (La Camilla et Dominika) se réunissent en juin 2011 et apparaissent en tant que chanteuses invitées sur Don't Try to Steal My Limelight, un single de l'artiste et blogueuse suédoise Miss Inga. Les trois forment ensuite le groupe Happy Hoes et sortent We Rule the World, suivi d'une chanson de Noël intitulée Happy Ho Ho Ho. Happy Hoes se produit à la Pride 2012. Army of Lovers se reforme avec Alexander Bard, Camilla Henemark et Jean-Pierre Barda fin 2012 pour participer au Melodifestivalen 2013 avec la chanson Rockin' the Ride, dans l'espoir de représenter la Suède au Concours Eurovision de la chanson 2013 à Malmö. Leur participation n'atteint pas la finale du Melodifestivalen. Quelques jours après leur prestation, Bard explique à la presse que Camilla Henemark avait été exclue une fois de plus et que Dominika Peczynski est de retour. Il s'ensuit une bagarre publique entre Bard et Peczynski contre Henemark.
Un nouveau best-of, avec quatre nouveaux morceaux, intitulé Big Battle of Egos, est annoncé pour le 27 mars 2013, suivi d'un single et clip intitulés Signed on My Tattoo, un duo entre Army of Lovers et Alexander Bard avec son autre groupe pop Gravitonas.
En novembre 2023, le groupe sort l'album Sexodus.

## Discographie

### Albums studio
- 1990 : Disco Extravaganza
- 1991 : Massive Luxury Overdose
- 1993 : The Gods of Earth and Heaven
- 1994 : Glory, Glamour and Gold
- 2023 : Sexodus

### Compilations
- 1995 : Les Greatest Hits
- 2000 : Le Grand Docu-Soap (avec 3 nouvelles chansons)
- 2003 : 14 Klassiker
- 2013 : Big Battle of Egos (avec 4 nouvelles chansons)

### Singles
- 1988 : When the Night is Cold
- 1989 : Love me Like a Loaded Gun
- 1989 : Baby's Got a Neutron Bomb
- 1990 : Ride the Bullet
- 1990 : My Army Of Lovers
- 1990 : Supernatural
- 1991 : Crucified
- 1991 : Obsession
- 1991 : Candyman Messiah
- 1992 : Ride the Bullet - Remix
- 1992 : Judgment Day
- 1993 : Israelism
- 1993 : La Plage de Saint Tropez
- 1993 : I Am
- 1994 : Lit de Parade
- 1994 : Sexual Revolution
- 1995 : Life is Fantastic - Remix
- 1995 : Give my Life
- 1995 : Venus and Mars / Megamix
- 1996 : King Midas
- 2001 : Let the Sunshine In
- 2001 : Hands Up
- 2013 : Rockin’ the Ride
- 2013 : Signed on my Tattoo
- 2013 : Crucified 2013
- 2023 : Love is Blue
- 2023 : Sexodus
- 2023 : Romanism